# Olympisches Murmeltier
Das Olympische Murmeltier (Marmota olympus) ist ein Nagetier aus der Gattung der Murmeltiere. Den Namen verdankt die Art ihrem Lebensraum, der Olympischen Halbinsel im US-Bundesstaat Washington.

## Beschreibung
Die Tiere haben eine Kopfrumpflänge von 46 bis 53 Zentimeter, hinzu kommt ein 18 bis 25 Zentimeter langer Schwanz. Das Olympische Murmeltier hat ein stämmiges Aussehen mit großen Schultern und einem breiten Kopf. Das Gewicht liegt zwischen drei und neun Kilogramm. Die Farbe des Felles verändert sich im Sommer von braun zu gelbbraun.

## Verbreitung

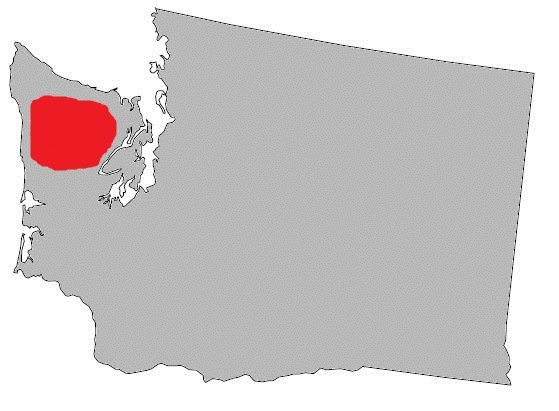
Verbreitungsgebiet des Olympisches Murmeltiers im Staat Washington

Das Olympische Murmeltier ist nur auf der Olympischen Halbinsel im US-Bundesstaat Washington beheimatet. Die Tiere leben auf alpinen Wiesen und Steigungen und sind nahe Verwandte des Eisgrauen Murmeltiers (Marmota caligata). Das Olympische Murmeltier ist in Washington eine geschützte Art.

## Nahrung
Nachdem die Tiere aus dem Winterschlaf erwacht sind, besteht ihre Nahrung aus Wurzeln, bis im Frühjahr die neue Vegetation erscheint. Danach ernähren sie sich von Gräsern, Kräutern und Moosen sowie gelegentlich von Insekten.

## Fortpflanzung
Das Männchen lebt in der Regel mit zwei Weibchen zusammen. Nach einer Tragezeit von 30 bis 32 Tagen bringen die Weibchen vier bis fünf Junge zur Welt. Diese verbleiben für mindestens zwei Jahre in ihrer Familie. Die Jungen erreichen ihre sexuelle Reife im dritten Jahr.